# Chancenay
 Chancenay  es una población y comuna francesa, en la región de Champaña-Ardenas, departamento de Alto Marne, en el distrito de Saint-Dizier y cantón de Saint-Dizier-Nord-Est.

## Demografía
| 444 | 563 | 694 | 976 | 1183 | 1144 |
| Para los censos de 1962 a 1999 la población legal corresponde a la población sin duplicidades (Fuente: INSEE [Consultar]) |     |     |     |      |      |